# Cerodontha lindrothi
Cerodontha lindrothi is een vliegensoort uit de familie van de mineervliegen (Agromyzidae). De wetenschappelijke naam van de soort is voor het eerst geldig gepubliceerd in 1964 door Graham C. D. Griffiths.